# Menchhoffen
Menchhoffen é uma comuna francesa na região administrativa de Grande Leste, no departamento Baixo Reno. Estende-se por uma área de 4,25 km². Em 2010 a comuna tinha 635 habitantes (densidade: 149,4 hab./km²).